# تاریخ اسب در دین زرتشت
اسب در آیین زرتشت و اسطوره‌های کهن ایرانی از جایگاهی ویژه برخوردار بوده‌است.

## زرتشت و درمان اسب
آنچنان که از سنت مزدیستان و متون مختلف که برخی از آنان اساطیری است برمی‌آید، زرتشت به عنوان معجزه اسب سیاه کی گشتاسب را درمان کرده بوده‌است که چهار دست و پایش به شکم فرو رفته بود(شاید به قولنجی بسیار سخت دچار شده بوده)و همه از آن قطع امید کرده بودند.
در زراتشت نامه کیکاوس رازی گفته شده‌است، روزی دست و پای اسب سیاه گرانقدر گشتاسب در شکمش فرو می‌رود و همه پزشکان از درمان آن درمی‌مانند. شاه افسرده می‌شود و به عنوان آخرین چاره از زرتشت که از بدگویی دیگران در زندان بود، یاری می‌خواهد. زرتشت اسب شاه را شفا می‌دهد و از این معجزه گشتاسب، همسرش و پسرش اسفندیار به پیامبری وی ایمان می‌آورند.
| ز اسبان یکی بود در پایگاه  |  | که بودی ورا نام اسب سیاه |
| که او را گرانمایه تر داشتی |  | ابر پشت او گردن افراشتی  |

این مطلب در سیاحت‌نامه فیثاغورس، شارستان چهارچمن، بستان السیاحه، دبستان مذاهب و نیز توسط شهرستانی با تفاوت در جزئیات ذکر شده‌است.
در مجموع از بررسی این متون می‌توان چنین نتیجه گرفت که پس از آنکه زرتشت دعوت پیامبری خود را آشکار می‌کند، عده‌ای از مغان که در زمره فلاسفه و دانشمندان زمان بودند، با او مخالفت کرده و جادوگرش می‌خوانند و گشتاسب او را به زندان می‌افکند. در همین میان اسب سیاه تیزرو و محبوب گشتاسب به نوعی دل درد سخت و انقباض شدید دست و پا مبتلا می‌شود. دانشمندان زمان که مغان، حکما، اطبا و دامپزشکان از جملهٔ آنها بوده‌اند از درمان حیوان عاجز می‌مانند. در اینجا اشاره‌ایست به سنت دامپزشکی که حیوانات به وسیله پزشکان و دامپزشکانی که عمدتاً یکی بوده‌اند و همچنین توسط طبیب روحانی و دعا معالجه می‌شده‌اند. اسب آنقدر اهمیت داشته که برای درمانش با عطف توجه به معجزه، دین جدید را پذیرفتند. مسلم است که حیوان که اینقدر ارج داشته، پزشک حیوان نیز ارجمند بوده‌است.
در این حادثه شاخ و برگ داستانی وجود دارد، ولی اصل آن که از دینکرد و از دورانی دورتر و عصر زرتشت ریشه می‌گیرد، خود، حقیقتی است و گرنه سخن به این درازی نمی‌کشید. آری به هر ترتیب زرتشت با استمداد از نیروی الهی و با دستکاری و نوعی ماساژ دست و پا و احتمالاً استفاده از برخی داروهای گیاهی، اسب زیبا را شفا بخشید. این خود یکی از جلوه‌های اسب پزشکی است که مسیر تاریخ ایران را تغییر داد.

## اسب و گردونه در اوستا
برای اینکه بدانیم گردونه و اسبی که آن را می‌کشد تا به چه اندازه نزد ایرانیان گران‌بها بوده‌است، باید نگاهی به اوستا انداخت. آنچه درباره این دو در نامه دینی - که کهنترین اثر کتبی ایرانیان است - آمده است، به خوبی می‌رساند که در مرز و بوم ایران، دیدگاهی است که با گردونه و اسب آشنا هستند و می‌رساند که دلیران و ناموران این دیار در پهنه کارزار از اسب و گردونه بی نیاز نبوده‌اند. گروهی از ایزدان یا فرشتگان مزدیسنا مانند خود ایرانیان رزم آزما به گردونه مینوی نشسته‌اند.
مهر، ایزد فروغ و پیکار و پاسبان عهد و پیمان است. این ایزد بعدها با خورشید تیز اسب یکی دانسته شده‌است. مهر به گردونه چهار اسبه نشسته، از خاور به باختر می‌شتابد. در گردونه‌اش ابزارهای جنگ انباشته شده تا دیوان و دروغگویان و پیمان‌شکنان را به سزا رساند.
گردونه زیبا و هموار رونده‌اش زرین و با زینت‌های گوناگون آراسته‌است. این گردونه را چهار اسب سفید یک رنگ جاودانی که از چراخور مینوی خورش یابند، می‌کشند. سم‌های پیشین آن‌ها زرین و سم‌های پسین آنها سیمین است. این چهار تکاور به یوغ گران‌بها بسته شده‌اند.
در جاهای گوناگونی از اوستا آمده‌است: گردونه مهر بلند چرخ است. چهار اسب سفید بر گردونه مهر بسته شده و با چرخ زرین کشیده می‌شود. گردونه مهر را فرشته توانگری، ارت بزرگوار، همی گرداند.

### یسنا
گردونه ایزد سروش مانند گردونه ایزد مهر به چهار اسب سفید بسته شده چنانکه در یسنا ۵۷ فقرات ۲۷-۲۸ آمده‌است: سروش پاک خوب بالای پیروزمند گیتی افزای پای و سرور پاکی را می‌ستایم، او را چهار راهوار سفید روش درخشان پاک هوشمند بی‌سایه در سرای مینوی می‌کشند. سم‌های شاخ سان آنها زرکوب است. تندتر از اسب‌ها، تندتر از باران، تندتر از میغ، تندتر از مرغ‌های پران، تندتر از تیر خوب رها شده.
فرشته نگهبان چهارپایان سودمند که در اوستا خوانده شده نیز دارای گردونه‌است. درواسپ یشت که در نیایش همین فرشته‌است آمده: درواسپ توانای مزدا، آفریده پاک را می‌ستاییم. کسی که چهارپایان خرد را درست نگه دارد، کسی که چهارپایان بزرگ را درست نگه دارد، کسی که دوستان را درست نگه دارد...، کسی که دارنده اسب‌های زین شده گردون‌های گردونده و چرخ‌های خروشنده‌است.

### تیریشت
در یکی از قطعات اوستایی در ارزش یک اسب آمده: ارزش بهترین و برگزیده‌ترین اسب یک سرزمین برابر است با هشت گاو باردار (تیریشت فقرات ۱۳-۱۸). فرشته باران، تیشتر، به پیکر اسب سفیدی در آمده، با دیو خشکی که آن هم به صورت اسبی در آمده اما اسب سیاه زشت و بی‌یال و دم در نبرد است. سرانجام تیشتر از کارزار پیروز به در می‌آید و باران به کشتزارهای ایران فرو می‌بارد. ایام ناپات که مانند ناهید فرشته نگهبان آب است، چندین بار در اوستا تنداسب یا دارنده اسب تیز تک نامیده شده‌است.

### بهرام‌یشت
در فقره ۳۱ بهرام‌یشت از نیروی بینایی اسب سخن رفته که در شب تیره بی ستاره و پوشیده از ابر یک موی اسب که بر روی زمین افتاده به خوبی تواند باز شناخت، آن موی از یال اسبی است یا از دم آن.

### یسنا
در یسنای ۱۱ فقره ۲ آمده: اسب به سوار نفرین کند که اسبان نتوانی بستن، نه بر اسبان نشستن، نه به اسبان لگام زدن، تو ای کسی که آرزو نکنی، زوروم را در انجمن گروه مردان در میدان بنمایانی.

### مهریشت
در مهریشت فقره ۱۱ آمده: ارتشتاران بر پشت اسب مهر نماز برند، زور از برای اسب‌ها و تندرستی خویشتن درخواست کنند، تا اینکه دشمنان را از دور توانند شناخت و هم آوردان را از آسیب رسانیدن توانند باز داشت و به بداندیشان کینه جوی توانند چیره گشت.